# パワー社

パワー社は東京都豊島区を拠点とする出版社。

## 概要
主に理工学図書を専門に扱う。電子工作や自然エネルギー関連の書籍が充実している。社名は、機械は動力で動くものであることに由来するとされる。

## 沿革
- 1922年に関西地区の書籍の卸と小売をしていた神戸元町の川瀬日進堂に勤務していた原田輝郎が神戸高等工業学校に赴任した清家正と共にパワー社を設立した[1]。
- 1940年、東京の神田小川町に本店を置く[1]。
- 1973年頃のオイルショックを契機として自然エネルギー関連の書籍に力を入れるようになった[1]。

## 加盟団体
- 日本書籍出版協会
- 日本出版クラブ
- 工学書協会